# Pierre-aux-Fées (Reignier)
Pour les articles homonymes, voir Pierre-aux-Fées.
La Pierre-aux-Fées, aussi appelée Pierre des morts, est un dolmen situé à Reignier, dans le département français de la Haute-Savoie, en France.

## Localisation
L'édifice est situé près du hameau de Saint-Ange, sur la plaine des Rocailles. C'est une région morainique parsemée de nombreux blocs erratiques laissés là par les glaciers.

## Historique
Le dolmen est mentionné pour la première fois en 1819 comme autel druidique. La première illustration connue est publiée en 1834 par Burdallet. En 1843, le propriétaire du terrain sonde l'intérieur de la chambre et selon H.-J. Gosse n'y découvre que des ossements d'animaux (moutons et bœufs). J.-D Blavignac en donne un plan sommaire en 1847. En 1872, P. Vionnet, auquel on doit les premières photographies du monument, l'authentifie comme un dolmen. En 1878, Louis Revon fouille à l'ouest du monument, mais sans résultat, et en publie une description complètée d'un plan très détaillé. En 1879, Fessi, Mayor et Olivier y découvrent des ossements d'animaux (4 dents, 1 phalange de bovidé) désormais conservés dans les collections du Museum de Genève.
Le dolmen est classé au titre des monuments historiques par arrêté du 10 juin 1910. En 2007, l'édifice a fait l'objet d'un relevé lasergrammétrique. Il a donné son nom au collège de la Pierre-aux-Fées de Reignier.

## Description
L'édifice est un dolmen allongé de caractère monumental. Il est orienté à l'est. Il se compose d'une grande table de couverture (4,90 m de long sur 4,30 m de large pour une épaisseur maximale de 1,20 m), supportée par trois orthostates. Par relevé lasergrammétrique, le volume de la table a été estimé à 15,04 m3, soit une masse d'un peu moins de 40 t. La face interne de la dalle a été aplanie et comporte des rainures bouchardées (de 0,30 m à 0,50 m de largeur pour une profondeur maximale 5 cm) dessinant une forme trapézoïdale. Les orthostates mesurent environ  2 m de large pour une hauteur comprise entre 1,60 m (pilier ouest) et 1,85 m (piliers nord et sud) et une épaisseur variant entre 0,35 m et 0,85 m (pilier ouest). Tous les orthostates comportent un bord latéral rectiligne retravaillé. Les piliers nord et sud comportent sur leur face interne une cannelure verticale d'environ 0,30 m de large sur 3 cm de profondeur obtenue par bouchardage, juste à l'aplomb des rainures de la table de couverture. Le pilier nord comporte une seconde rainure verticale (0,20 m de large sur 6 cm de profondeur). Pour autant, les bords supérieurs des orthostates ne s'encastrent pas de manière parfaite dans les rainures de la table. Il pourrait s'agir d'une réutilisation de dalles antérieurement façonnées pour un autre monument de plus grande dimension.

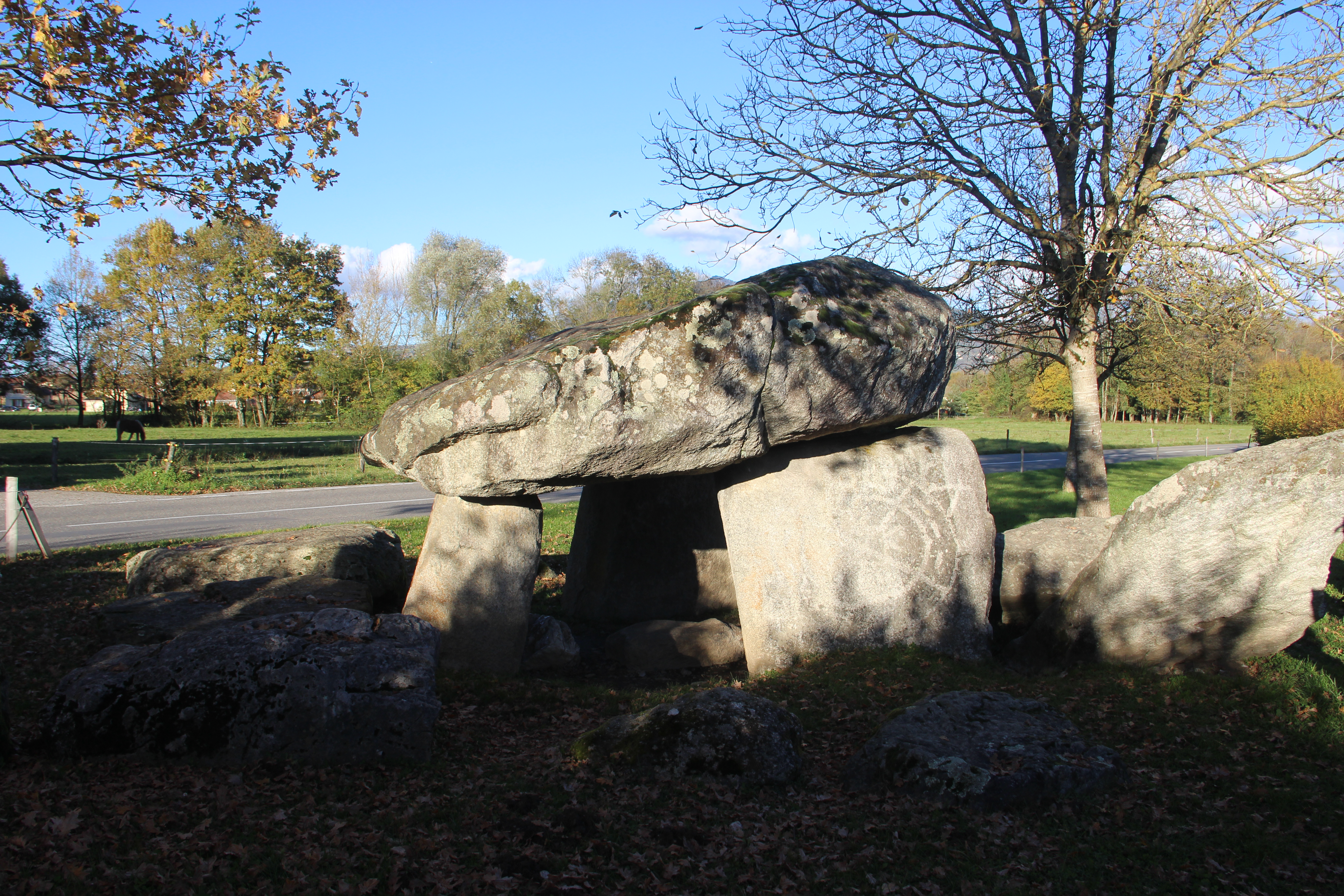

L'architecture et la localisation de l'entrée demeurent inconnues. Selon toute vraisemblance, trois piliers manquent côté nord, sud et est. Ces dalles, probablement de belles proportions, ont pu être récupérées, sans provoquer l'effondrement de l'édifice, à une période inconnue.
Un petit bloc quadrangulaire repose à plat au centre de la chambre. Deux autres dalles allongées, d'une longueur respective de 3,10 m et 2,80 cm, sont visibles à l'est de l'édifice. Toutes deux comportent une face bombée irrégulière et une face plus plane. Ces caractéristiques résultent du plan de clivage de la roche plutôt que d'un façonnage intentionnel. Leurs rebords supérieurs étant irréguliers, ils ne pouvaient s'agir de piliers soutenant une table, ils pourraient alors correspondre à deux antennes, ce type de construction étant fréquent dans les dolmens jurassiens ou valaisans.
Côtés ouest, sud et nord, plusieurs autres dalles massives sont couchées au sol. Côté sud et nord, elles semblent alignées, respectivement selon un axe est-ouest et un axe est-sud-est/ouest-nord-ouest. Il pourrait s'agir des vestiges d'un parement. Une dalle du côté sud comporte une gravure de forme ovale obtenue par bouchardage, qui pourrait représenter une hache polie.
La table de couverture, les trois orthostates et deux dalles couchées au sol sont en granite du Mont-Blanc (protogine), les autres dalles sont de nature variée.
L'étude des documents anciens montre que l'architecture du monument n'a pas connu de  modifications importantes depuis le milieu du XIXe siècle mais le sol a fait l'objet d'un décaissement sur une épaisseur comprise entre 0,30 m et 0,60 m. Ces travaux d'aménagement seraient postérieurs au classement du site et auraient été effectués afin d'améliorer la visibilité du monument. Selon d’anciens témoignages le dolmen aurait été partiellement recouvert des vestiges d’un tumulus.
Quelques éléments du rare matériel archéologique retrouvé ont permis de dater l'édifice d'une période comprise entre −3 200 et −2 800 avant notre ère.

## Folklore
Selon une légende, le chevalier Aymon de Bellecombe, brave mais pauvre, tomba amoureux d'Alice, la fille du baron du Châtelet. Il demanda sa main, mais le baron, considérant qu'il n'était pas d'assez noble naissance et espérant l'éloigner, lui posa une condition : il devait, avant le lever du soleil, transporter quatre grosses pierres de la plaine des Rocailles afin qu'elles servent de table au repas nuptial. Grâce à l'intervention des fées la table fut dressée à temps.
Selon une autre tradition, les fées auraient été surprises par l’orage et se seraient construites un abri de fortune avec des pierres trouvées dans la plaine.